# Kosmetický průmysl
Kosmetický průmysl je odvětví ekonomiky, které se zabývá výrobou kosmetických přípravků (kosmetiky).

## Definice kosmetických přípravků
„Kosmetický přípravek“ je výrobek určený pro použití na vnější části lidského těla (pokožka, vlasy, nehty, rty, vnějšími pohlavní orgány) nebo se zuby a  sliznicemi ústní dutiny, výhradně nebo převážně za účelem jejich čištění, parfemace, změny jejich vzhledu, jejich ochrany, jejich udržování v dobrém stavu nebo úpravy tělesných pachů.

## Rozdělení kosmetického průmyslu
Kosmetické přípravky jsou vyráběny v průmyslových podnicích, které jsou vybaveny příslušnou technologií.
Do těchto technologií patří zařízení pro míchání (zahřívání, chlazení, homogenizaci) a zařízení pro plnění do obalů a případně pro další balicí operace (např. vkládání lahví nebo kelímků do krabiček).
Kosmetické přípravky jsou vyráběny v šaržích (jedná se o určitý počet výrobků vyrobený v jednom nepřetržitém výrobním procesu).
Kosmetická výroby by měla probíhat v takových hygienických podmínkách, které zaručují, že vyrobené kosmetické přípravky nebudou mikrobiálně ani jinak kontaminovány.
Výrobce kosmetiky je povinen při výrobě dodržovat kvalitativní standard dle ČSN EN ISO 22716 "Kosmetika - Správná výrobní praxe (SVP) - Směrnice pro správnou výrobní praxi". Správná výrobní praxe představuje soubor metodických pokynů zejména pro výrobu, kontrolu, skladování jejichž cílem je zajištění kvality výsledného výrobku tak, aby každý vyrobený kus splňoval požadované vlastnosti.

### Rozdělení podle velikosti produkce
- Manufakturní výroba např. maloobjemová výroba pevných mýdel v malém množství (desítky až stovky kusů v šarži).

- Výroba ve větších průmyslových podnicích ve větších počtech kusů ve výrobní šarži (stovky až statisíce kusů).

### Rozdělení podle typu kosmetických přípravků
Výroba různých druhů kosmetických přípravků může vyžadovat specifické výrobní a plnicí/balicí zařízení/stroje.
Z tohoto hlediska lze podniky za zabývající se produkcí kosmetických přípravků rozdělit na výrobu:
- dekorativní kosmetiky[4][5][6][7] (např. rtěnky, laky na nehty,...)
- tělové kosmetiky (např. pleťové krémy, tělová mléka a pod.)
- vlasové kosmetiky (např. šampony, kondicionéry,...)
- zubních past

## Galerie

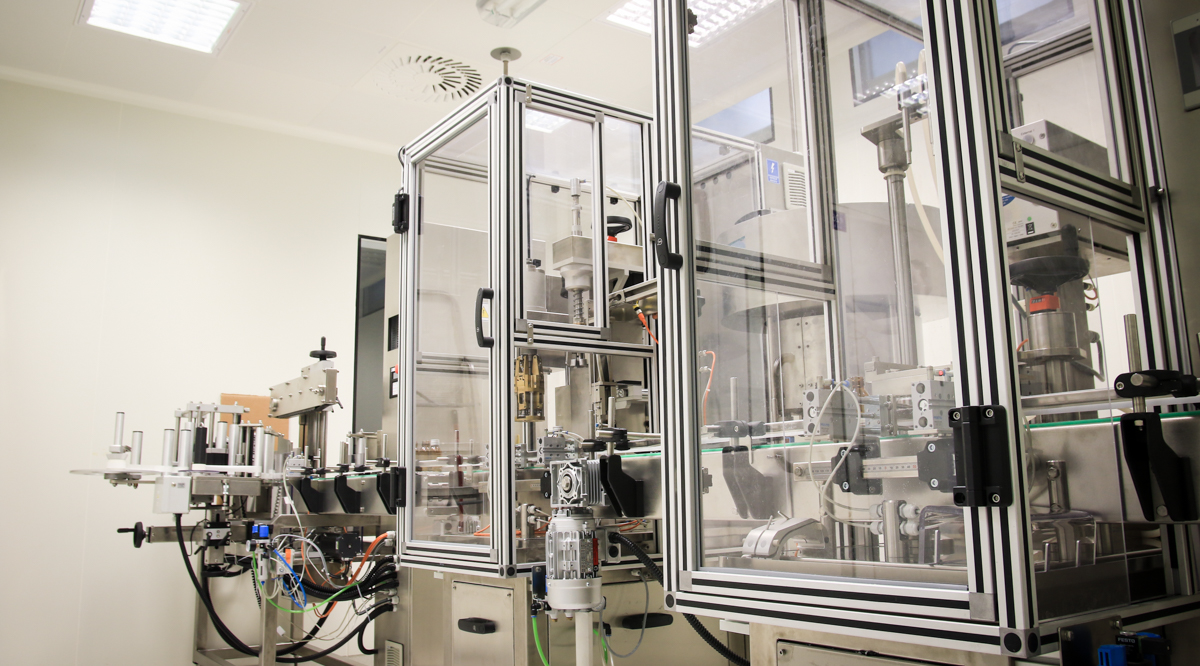
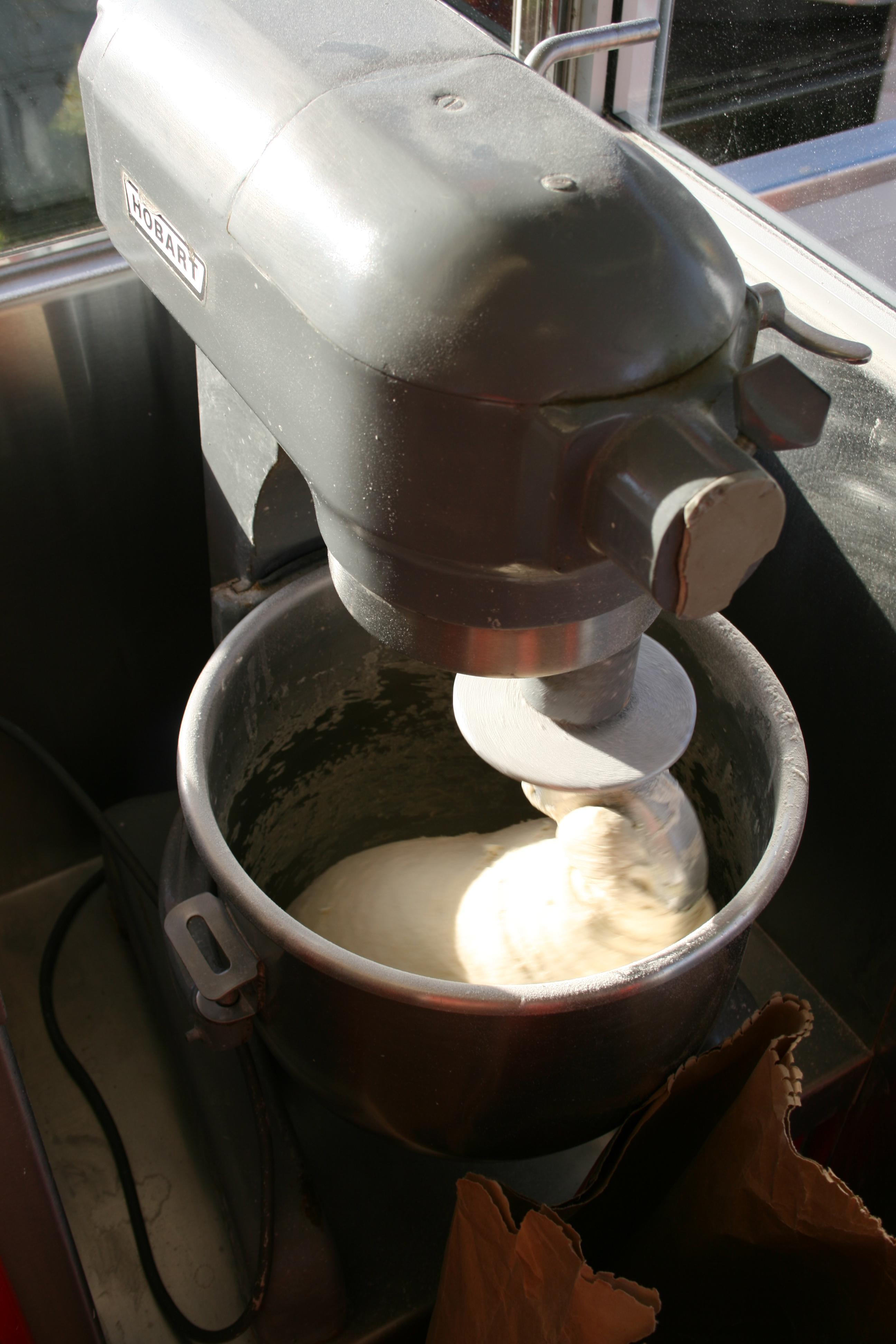
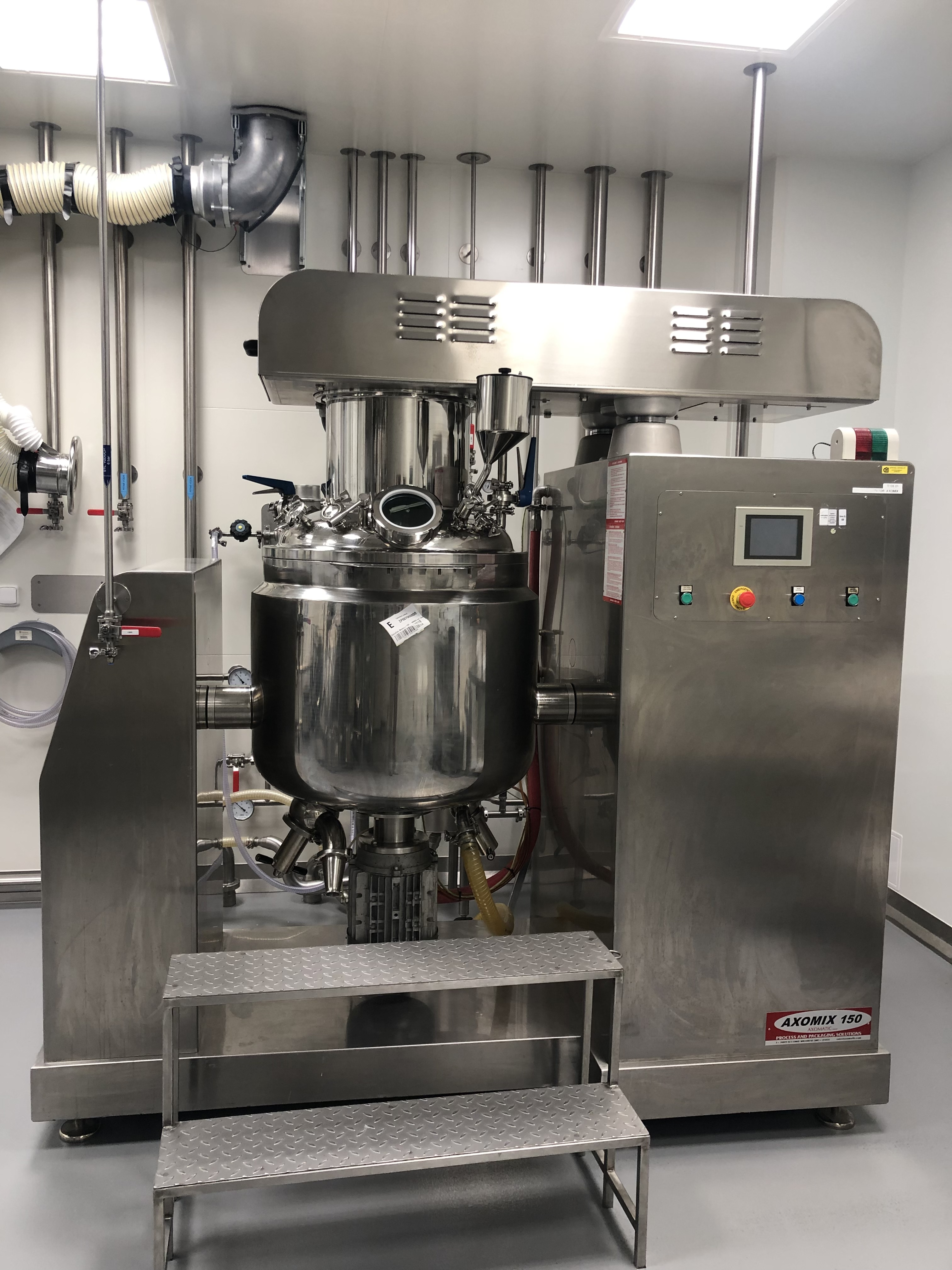
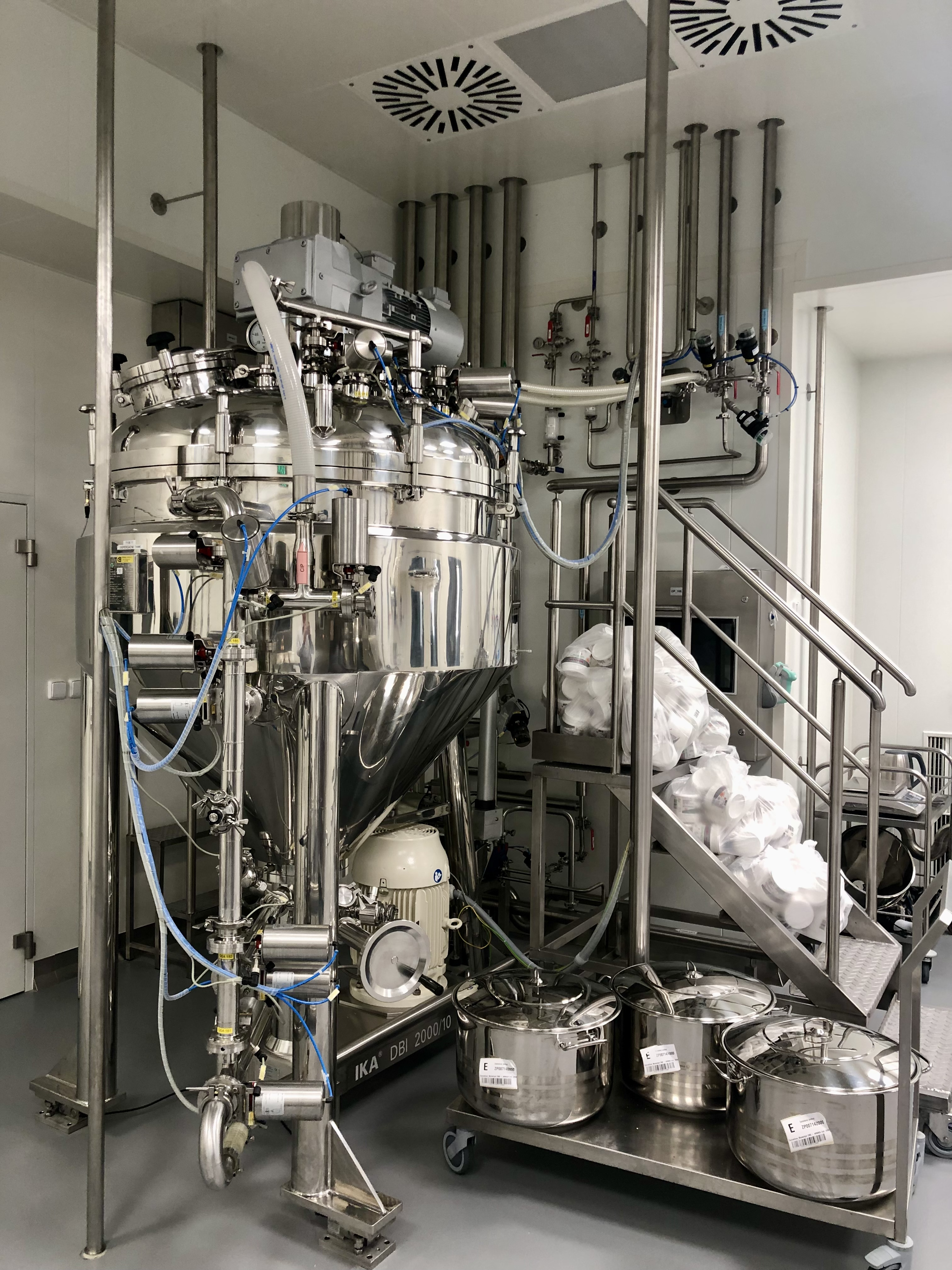